# 윤원배
윤원배(尹源培, 1946년 5월 18일 ~ , 전남 강진)는 숙명여자대학교 학장과 한국금융학회 회장 등을 지낸 대한민국의 대학교수, 경제학자이자, 금융감독위원회 부위원장, 증권선물위원회 위원장 등을 지낸 공직자이다.

## 학력
- 광주제일고등학교 졸업
- 서울대학교 경제학 학사
- 노스웨스턴대학교 대학원 경제학 박사

## 약력
- 한국은행 조사부 근무
- 숙명여대 경제학과 교수
- 경제정의실천시민연합 정책연구위원장
- 경제정의실천시민연합 경제정의연구소장
- 일본 와세다대 교환교수
- 금융감독위원회 부위원장
- 증권선물위원회 위원장
- 숙명여대 경상대학장
- 한국금융학회 감사
- 대통령자문정책기획위원회 국가시스템개혁분과 재정금융위원
- 한국금융학회장

## 참조
1. ↑  “［프로필］윤원배 금감위 부위원장”. 동아일보. 1998년 3월 8일. 2016년 3월 4일에 원본 문서에서 보존된 문서. 2013년 8월 12일에 확인함.

## 참고 자료
- 윤원배 네이트 인물검색

| 전임 (초대) | 초대 금융감독위원회 부위원장 1998년 3월 8일 ~ 1999년 5월 25일 | 후임 이용근 |